# 김난영 (아나운서)
김난영(1985년 10월 19일~)은 대한민국의 프리랜서 아나운서 겸 현대홈쇼핑 인턴 쇼호스트이다. 이전에는 연합뉴스TV, LG헬로비전 아나운서였다.

## 경력
- 2009년 연합뉴스 앵커
- 2011년 11월 ~ 2019년 뉴스Y, 연합뉴스 TV 아나운서
- LG헬로비전 아나운서
- 현대홈쇼핑 인턴 쇼호스트